# Pętla Kujawska

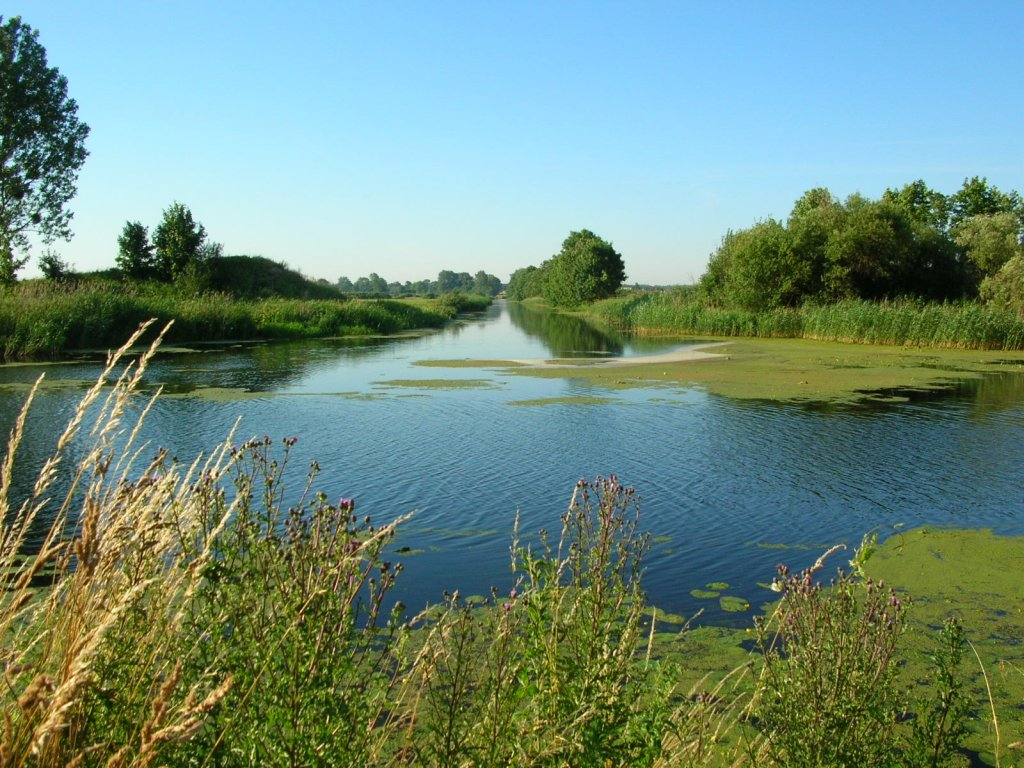
Połączenie Kanału Bydgoskiego i Górnonoteckiego

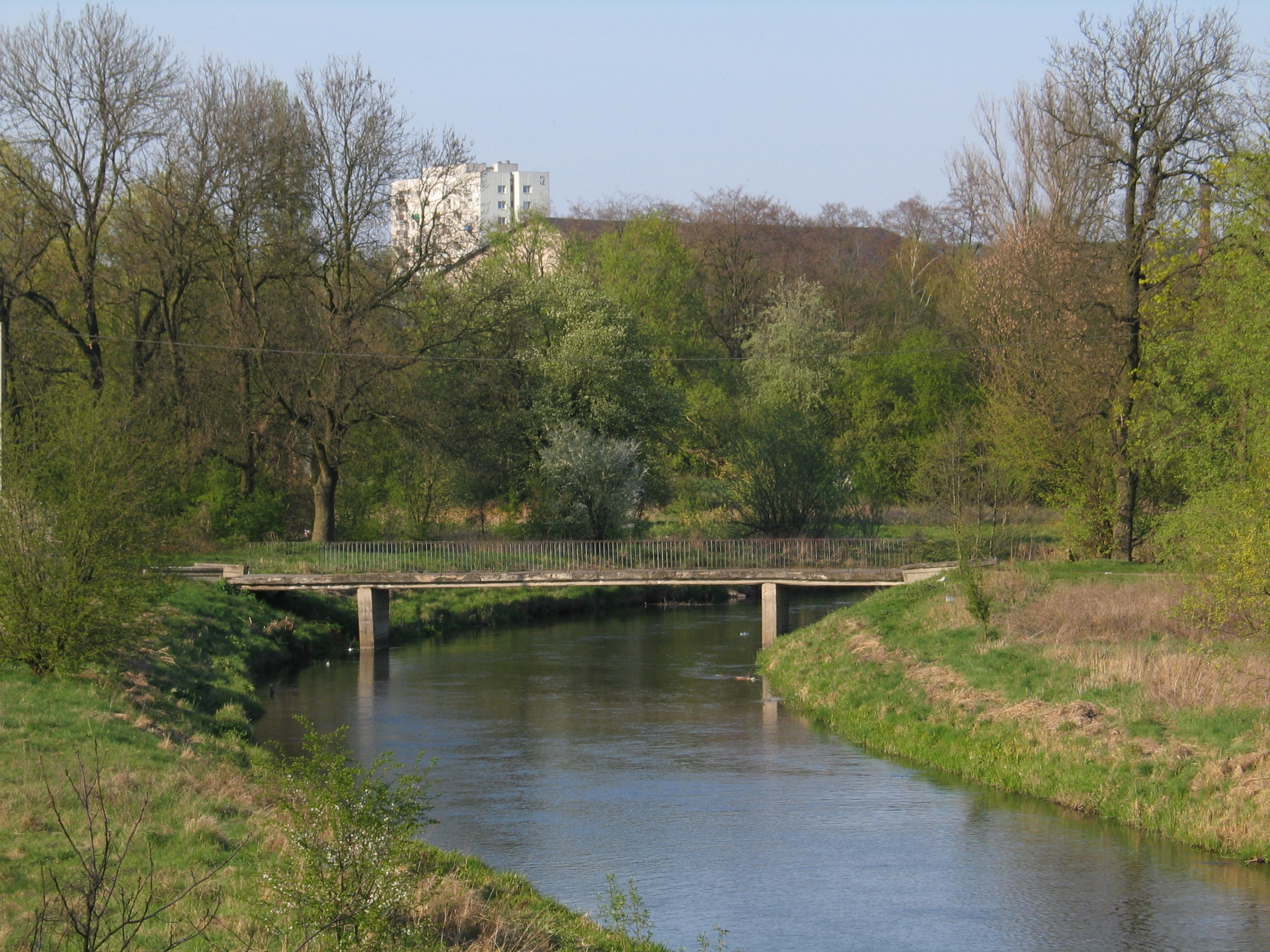
Zgłowiączka we Włocławku

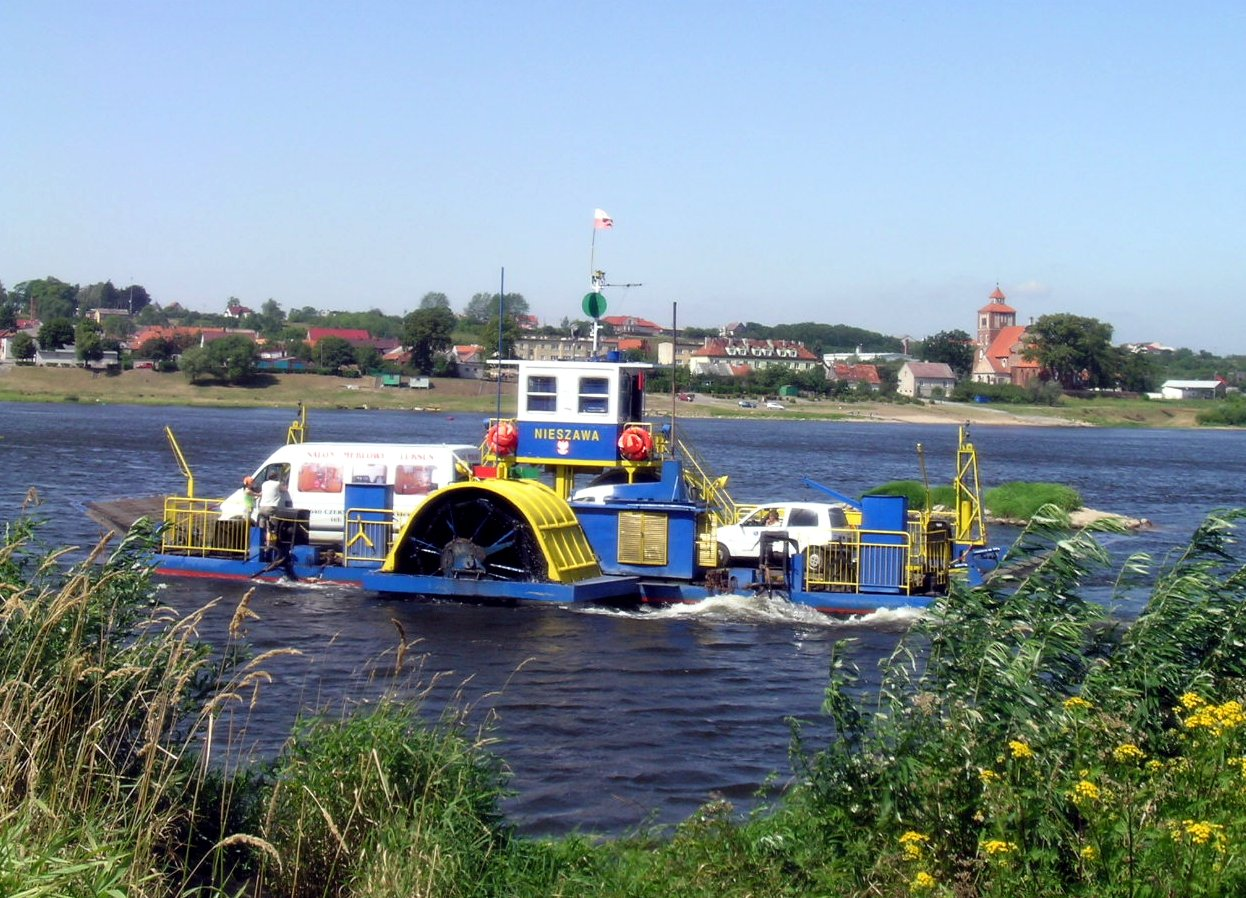
Wisła w Nieszawie

Pętla Kujawska – szlak kajakowy o długości 269 km, prowadzący z Bydgoszczy na zachód Kanałem Bydgoskim (drogą wodną Wisła-Odra), następnie na południe Kanałem Górnonoteckim i Notecią górną, na wschód Kanałem Bachorze oraz rzeką Zgłowiączką do Włocławka. Powrót następuje rzeką Wisłą przez Nieszawę, Toruń, Solec Kujawski i następnie Brdą skanalizowaną do centrum Bydgoszczy.
Szlak wodny okrąża historyczny region Kujaw, stąd bierze się jego nazwa.
Podczas żeglugi szlakiem dwukrotnie przekracza się wododział Wisły i Odry: na Kanale Bydgoskim przed ujściem Kanału Górnonoteckiego oraz po raz drugi na Kanale Bachorze. 

## Części składowe
Pętla Kujawska dzieli się na następujące odcinki:
- Kanał Bydgoski – 9,0 km,
- Kanał Górnonotecki – 25,0 km
- Noteć górna skanalizowana – 63,3 km
- Kanał Bachorze – 46,4 km
- Zgłowiączka – 16,5 km
- Wisła – 94,2 km
- Brda skanalizowana – 14,8 km

## Miejscowości na szlaku
- Bydgoszcz,
- Łabiszyn,
- Barcin,
- Pakość,
- Inowrocław-Mątwy,
- Kruszwica,
- Brześć Kujawski,
- Włocławek,
- Nieszawa,
- Toruń,
- Solec Kujawski.